# Dylan Riley
Dylan Riley nació el 2 de mayo de 1997 en Durban, Sudáfrica, es un jugador de rugby internacional japonés de origen australiano, que juega principalmente como Centro. Ha jugado con el club Saitama Wild Knights en League One desde 2018.

## Biografía
Dylan Riley nació en Durban, Sudáfrica, y emigró a Australia con sus padres cuando tenía once. Fue educado en la escuela Southport en las afueras de Gold Coast en Queensland. Posteriormente estudió deportes en la Universidad Bond 

## Carrera

### Club
Dylan Riley comenzó a jugar al rugby a la edad de once años cuando se mudó a Australia. Luego jugó para el equipo de rugby de su escuela.   También se dio a la practica otros deportes, como atletismo, natación y cricket  En 2015, representó a la selección de Queensland durante el campeonato nacional escolar, junto a jugadores como Len Ikitau y Darcy Swain.
Desde 2015, jugó con el club amateur Bond University en Queensland Premier Rugby. También jugó con el equipo sub-20 de la franquicia Queensland Reds en 2017.  Aún con los Rojos, tuvo la oportunidad de participar en la pretemporada 2017 con el equipo profesional.
A finales de 2017, fue seleccionado con el equipo de la ciudad de Brisbane para jugar en el Campeonato Nacional de Rugby . Jugó su primer partido profesional el 17 septembre 2017 contra los Canberra  Jugó cinco partidos en la competición, dividiendo su tiempo de juego entre las posiciones de centro y extremo, y anotó un try ,.
Después de esta primera temporada a nivel profesional, Riley no recibió ninguna oferta de contrato por parte de las franquicias de Super Rugby, lo que lo empujó a probar suerte en el extranjero. Descubierto durante un torneo de rugby 10 por el entrenador Robbie Deans, en junio de 2018 se unió al club japonés Panasonic Wild Knights, ubicado en Ōta, que juega en la Top League.
No jugó ningún partido durante su primera temporada.. Finalmente hizo su debut con los Wild Knights durante la temporada 2020 de la Top League . Se consolidó como segundo centro, jugando seis partidos como titular, antes de que se detuviera la temporada tras la pandemia de Covid-19,  Destacado por sus cualidades atléticas, combinando potencia y velocidad, inmediatamente pasó a formar parte de la línea de zagueros  Al final de la temporada 2021, comenzó como centro en la final de la Top League que su equipo ganó contra Suntory Sungoliath, anotando un try en el proceso.
Al año siguiente, con motivo de la reforma del campeonato japonés, su equipo fue colocado en la primera división de la nueva League One, y pasó a llamarse Saitama Wild Knights . Riley finaliza la fase regular de la temporada 2022, como máximo anotador de try, con once unidades. Su equipo volvió a ganar el campeonato nacional, tras una actuación similar a la del año anterior. Al finalizar esta buena temporada, fue elegido miembro de la League One XV del año 2022.
La temporada siguiente, en 2023, fue elegido miembro del equipo de los brave blossoms para el Mundial. 

### Equipo nacional
Dylan Riley representa al [[{{{2}}}]] en 2015.
En 2017, fue seleccionado con la selección australiana sub-20 para jugar en el campeonato juvenil de Oceanía. Luego compitió en el campeonato mundial juvenil en Georgia. Excluido de su posición preferida de segundo centro por Izaia Perese, jugó sólo dos partidos durante la competición y anotó un try  .
En abril de 2021, después de pasar más de tres años en territorio japonés, declaró que quería representar a este país a nivel internacional. En el proceso, Jamie Joseph lo seleccionó por primera vez con el equipo de Japón, con el fin de prepararse para el partido de prueba contra los British and Irish Lions. No jugó este encuentro, pero obtuvo su primera selección unos meses después contra su país de origen el 23 octobre 2021 en Ōita.
Está convocado al equipo nacional para la preparación del Mundial de 2023. Luego fue seleccionado en la selección final para la Copa del Mundo. Fue titular en la apertura en tres de los cuatro partidos disputados por su equipo  .

## Estadísticas
- 20 partidos internacionales con Japón desde 2021.
- 20 puntos (4 intentos).

## Palmarés

### Club
- Ganador del Campeonato Japonés en 2021 y 2022 con los Saitama Wild Knights .
- Finalista del Campeonato Japonés en 2023 y 2024 con los Saitama Wild Knights.

### Distinciones personales
- Máximo anotador de try del Campeonato Japonés en 2022 (11 tries).
- Miembro del equipo estrella del Campeonato Japonés en 2023 .